# 섬 (단위)
섬 또는 석(䄷)은 척근법의 하나로, 부피의 단위이다. 한 섬은 용량 180리터이며, 곡식의 종류나 상태에 따라 무게가 달라진다. 벼는 200 kg, 쌀은 144 kg, 보리쌀은 138 kg이다. 한 섬은 열 말이다. 신라시대 부피의 단위인 점(苫)에서 유래했으며, 신라시대의 점은 15말이었다. 최치원의 〈연복사비문〉(演福寺碑文) 주석에 ‘유제일두위점(斞除一斗爲苫) 십육두위유(十六斗爲斞)’라고 적혀 있는데, 당시에는 유(斞 : 16말)에서 1말을 뺀 15말을 점이라고 했음을 알 수 있다.

### 내용주
1. ↑   “苫”의 현대 한국어 발음은 “섬”이 아니라 “점”(이엉 점)이다.

### 참조주
1. ↑  “섬”. 2023년 8월 6일에 확인함.
2. ↑  노황우 (2007년 2월). “국내쌀 포장디자인 개선에 관한 연구”. 한밭대 산업대학원.
3. ↑  https://www.joongang.co.kr (1995년 6월 21일). “섬,석,가마,T”. 2023년 8월 6일에 확인함.
4. ↑  섬 [苫] 엔사이버